# Résolution 1695 du Conseil de sécurité des Nations unies
Membres permanents
- Chine
- États-Unis
- France
- Royaume-Uni
- Russie

Membres non permanents
- Argentine
- Congo
- Danemark
- Ghana
- Grèce
- Japon
- Pérou
- Qatar
- Slovaquie
- Tanzanie

Résolution no 1694 Résolution no 1696
La résolution 1695 du Conseil de sécurité des Nations unies, adoptée à l'unanimité par le Conseil de sécurité des Nations unies le 15 juillet 2006, interdit la mise en vente de tout matériel qui permettrait potentiellement à la république populaire démocratique de Corée (ou Corée du Nord) de renforcer son programme d'armement en missiles balistiques.

## Adoption et dispositions
La résolution 1695 a été soumise par le Japon et soutenue par les États-Unis Elle condamne  les tests de lancements de missiles  menés par la Corée du Nord le 4 juillet 2006. La formulation et la force de la déclaration sont le fruit d’un compromis entre les États-Unis, le Japon, et la France, qui furent favorables à un durcissement du ton et à la prise de sanctions contre la république populaire de Chine et la Russie, qui se prononçaient en faveur d’un traitement moins sévère.
La Résolution n’invoque pas le Chapitre VII de la Charte des Nations unies comme réclamée par la Chine et la Russie.
La résolution interdit à tous les États membres de l'ONU la vente de missiles ou d'armes de destruction massive à la Corée du Nord, aussi bien sous forme de matériel que de technologie. 
La Corée du Nord est également appelé à rejoindre les pourparlers et à s'abstenir de mener de nouveaux essais nucléaires. Un responsable du ministère sud-coréen des Affaires étrangères a déclaré: "La Corée du Nord devra désormais admettre le fait que la communauté internationale prend son missile et ses activités nucléaires plus au sérieux."

## Texte
- Résolution 1695 Sur fr.wikisource.org
- Résolution 1695 Sur en.wikisource.org